# Montgomery County (Ohio)
 For alternative betydninger, se Montgomery County. (Se også artikler, som begynder med Montgomery County)
Montgomery County er et county i den amerikanske delstat Ohio.  

## Demografi
Ifølge folketællingen fra 2000 boede der 559,062 personer i amtet. Der var 229,229 husstande med 146,935 familier. Befolkningstætheden var 468 personer pr. km². Befolkningens etniske sammensætning var som følger: 76.57% hvide, 19.86% afroamerikanere, 0.23% indianere, 1.31% asiater, , 0.49% af anden oprindelse og 1.51% fra to eller flere grupper.
Der var 229,229 husstande, hvoraf 29.60% havde børn under 18 år boende. 46.30% var ægtepar, som boede sammen, 13.80% havde en enlig kvindelig forsøger som beboer, og 35.90% var ikke-familier. 30.40% af alle husstande bestod af enlige, og i 10.10% af tilfældende boede der en person som var 65 år eller ældre.
Gennemsnitsindkomsten for en hustand var $40,156 årligt, mens gennemsnitsindkomsten for en familie var på $50,071 årligt.